# La gitana (film 1940)
La gitana (La gitanilla) è un film del 1940 diretto da Fernando Delgado.
Il soggetto è tratto da La gitanilla, una delle Novelle esemplari di Miguel de Cervantes.